# Karl-Ludwig Elvers
Karl-Ludwig Elvers, né le 2 novembre 1962 à Berlin, est un historien de l'Antiquité allemand.

## Biographie
Après son Abitur à Berlin Karl-Ludwig Elvers étudia la philologie latine et l'histoire à l'université libre de Berlin. En 1988 il passa son examen d'État puis fut jusqu'en 1992 assistant de recherche à la Commission pour l'histoire ancienne et l'épigraphie. Il passa ensuite à l'université de la Ruhr à Bochum où il enseigne depuis 1994 comme Studienrat. En 1993 il passa son doctorat à l'université libre de Berlin avec une thèse sur l'histoire dans les discours de Cicéron : Aspekte des spätrepublikanischen Geschichtsverständnisses (Aspects de la compréhension de l'histoire sous les derniers temps de la République).
Il s'est surtout intéressé à l'histoire intellectuelle des derniers temps de la République romaine. Il enseigne tous les domaines de l'histoire ancienne, mais en s'attachant particulièrement à l'histoire politique de l'Empire romain. Parmi ses tâches à l'université il a pris en charge la collection de monnaies de l'Institut. Dans l'édition de la Realencyclopädie der classischen Altertumswissenschaft, il est chargé du domaine de la prosopographie de la République romaine. Il y est l'auteur d'un grand nombre d'articles.

## Sources
- (de) Cet article est partiellement ou en totalité issu de l’article de Wikipédia en allemand intitulé « Karl-Ludwig Gotthard Elvers » (voir la liste des auteurs).